# Ventura Mall
El Ventura Mall es un centro comercial de Bolivia, ubicado en el cuarto anillo de la ciudad de Santa Cruz de la Sierra, en la zona comercial y financiera de Equipetrol Norte. 
Inaugurado en 2013, el mall es conocido principalmente por ser el más grande en infraestructura, y capacidad en todo el territorio boliviano, y uno de los centros comerciales más concurridos de Bolivia, siendo también uno de los primeros centros comerciales de características notorias, contando con 110.000 m² de área construida.

## Descripción
La superficie abarca más de una manzana, entre el Cuarto Anillo, y la ruta al Puente Mario Foianini y la zona del Urubo (Porongo). Su ubicación esta en la avenida San Martín y Cuarto Anillo, en la zona de Equipetrol Norte, cerca al río Piraí.
La infraestructura fue diseñada por el arquitecto Waldo Alborta, con asesoramiento de expertos de Argentina y Estados Unidos. El centro comercial cuenta con un diseño "moderno y vanguardista" y colores llamativos. El centro comercial cuenta con un espacio para un supermercado, locales comerciales, espacios para el patio de comidas, áreas de entretenimiento, áreas para tiendas departamentales y un bulevar. Cada local comercial tiene superficies desde 70 hasta 3000 metros cuadrados.
Ventura Mall tiene un complejo de 13 salas de cine, con una capacidad para más de 1500 butacas, cuatro salas vip, una sala de cine en formato Imax, de 16 metros de alto y 21 metros de ancho.
En tema de parqueos, en los primeros años de funcionamiento, el mall tenía la capacidad de parqueo para 1500 vehículos distribuidos en el subsuelo, la playa de estacionamiento principal, y parqueos de bulevar. También, Ventura Mall cuenta con estaciones de carga para vehículos eléctricos, distribuido por ENDE Corporación.

## Historia
A finales de la década de los noventa, Santa Cruz de la Sierra cambiaba drásticamente en su entorno urbano, convirtiéndose en la urbe con más habitantes de Bolivia. Las necesidades obligaron a la masificación de los supermercados (Hipermaxi como un gran referente en la ciudad), y galerías comerciales, tanto en el barrio patrimonial del "casco viejo", así como en otros barrios y centros conurbanos de Santa Cruz, lugares que a igual que casi todas las aglomeraciones urbanas de Bolivia había una fuerte presencia de "ferias" zonales y el mercado informal. 
Es el año 1999, un grupo de inversionistas hace público el "anuncio" de la construcción de un centro comercial en Santa Cruz. Con el tiempo, se adquirirían lotes para su fusionarlos eventualmente, y construir en constante movimiento de tierras. Sin embargo, era difícil su manejo, siendo insostenible y contraproducente en lo económico, que pasaban más de 5 años sin una noticia satisfactoria, temiendo en un posible "elefante blanco". 
Desde el 2011, el grupo de inversores, bajo la gerencia de Sergio Loma, asumen la responsabilidad de concluir la obra desde el año 2011, logrando construir más de 100.000 metros cuadrados en dos años. 
El (jueves) 30 de enero de 2014, se realizó un acto formal de inauguración del centro comercial, con miras al aniversario de la fundación de Santa Cruz.